# 李文喜 (1950年)
李文喜（1950年3月—），男，满族，辽宁本溪人，中华人民共和国政治人物，1969年6月参加工作，1972年5月加入中国共产党，中国社会科学院研究生院投资系投资管理学专业毕业，在职研究生学历。曾任本溪县人民政府副县长，本溪市公安局副局长、局长，本溪市人民政府副市长，辽宁省公安厅副厅长、厅长，辽宁省人民政府省长助理，中国人民政治协商会议辽宁省委员会副主席。2008年6月，被授予副总警监警衔。曾兼任中国警察协会副会长，辽宁省警察协会主席。2013年1月退休。
1996年被中宣部、人事部授予“人民满意公务员”荣誉称号；先后荣立三等功4次，二等功1次，一等功1次。
中国共产党第十五次、第十七次全国代表大会代表。
2021年1月，退休已近十年的李文喜因涉嫌严重违纪违法，接受中央纪委国家监委纪律审查和监察调查，成为2021年首个落马的省部级“大老虎”，也是继李峰之后第二名被查的辽宁省公安厅原厅长。同年7月，中央纪委国家监委决定给予其开除党籍处分，按规定取消其享受的待遇；收缴其违纪违法所得；将其涉嫌犯罪问题移送检察机关依法审查起诉，所涉财物一并移送。9月，李文喜涉嫌受贿一案，由国家监察委员会调查终结，经最高人民检察院指定，由山东省泰安市人民检察院审查起诉。山东省泰安市人民检察院已向山东省泰安市中级人民法院提起公诉。2022年7月7日，山东省泰安市中级人民法院一审公开开庭审理李文喜受贿一案。泰安市人民检察院起诉指控：2004年至2021年，被告人李文喜利用职务之便，为他人在逃避刑事追究、企业生产经营和办理采矿手续等事项上提供帮助，非法收受财物共计折合人民币5.46亿余元。李文喜当庭表示认罪悔罪。法庭将择期宣判。
2023年1月6日，山东省泰安市中级人民法院公开宣判辽宁省政协原党组成员、副主席李文喜受贿一案，以受贿罪判处被告人李文喜死刑，缓期二年执行，剥夺政治权利终身，并处没收个人全部财产，在其死刑缓期执行二年期满依法减为无期徒刑后，终身监禁，不得减刑、假释；对查扣在案的李文喜受贿所得及其孳息依法予以追缴，上缴国库。
2024年1月6日，在被公开判决一年后，中国中央电视台播出的电视专题片《持续发力 纵深推进》第一集中，披露了李文喜案的细节及电视认罪片段。专题片称，李文喜曾屡破大案要案，但在执掌重权后私欲膨胀，甚至还给继任者薛恒作出恶劣“示范”。